# Mirax
Mirax is een geslacht van insecten uit de orde vliesvleugeligen (Hymenoptera) en de familie schildwespen (Braconidae).

## Soorten
Deze lijst van 23 stuks is mogelijk niet compleet.
- M. africana Brues, 1926
- M. aspidiscae Ashmead, 1893
- M. brasiliensis Brues, 1912
- M. coptodiscae Walley, 1941
- M. cremastobombyciae (Fullaway, 1956)
- M. dryochares Marshall, 1898
- M. gonghenensis Chen, Wu & Chen, 2001
- M. heinrichi Papp, 1989
- M. insularis Muesebeck, 1937
- M. leucopterae Wilkinson, 1936
- M. longicaudis Belokobylskij, 1993
- M. malcolmi Marsh, 1979
- M. minuta Ashmead, 1893
- M. mubilibana de Saeger, 1944

- M. nanivorae Fischer, 1957
- M. pallida Ashmead, 1893
- M. reperta Papp, 1984
- M. repertus Papp, 1984
- M. rufilabris Haliday, 1833
- M. sinopticulae He & Chen, 1997
- M. striaca Beyarslan, 2009
- M. texana Muesebeck, 1922
- M. topali Papp, 1993